# ホセ・ガルシア・ニエト
ホセ・ガルシア・ニエト （ 1914年7月6日、オビエド生まれ−2001年2月27日、マドリードにて死去）スペインの詩人、作家であり、セルバンテス賞を受賞したうちの一人。ガブリエル・セラヤ 、ブラス・デ・オテロとホセ・イエロとともに、スペイン戦争後の詩的世代。

## 経歴
ホセ・ガルシア・ニエトは、1914年7月6日にオビエドのポルトガレテ通りの8番地−現在のメルキアデス・アルバレスの６番地−にホセ・ガルシア・ルエソとマリア・デ・ラ・エンカルナシオン・ニエト・フェルナンデスの息子として生まれた。彼は9歳で父親を亡くし、母親と一緒にサラゴサ、トレド、マドリードなどの都市に住み、そこで高校を卒業し、詩を書き始めた。スペイン内戦（1936-1939）が始まった時、彼はチャマルティン・デ・ラ・ロサ市役所の秘書に就いていた。—この市役所は後にマドリード市役所に合併された。—兵として召集されたが、戦争が終わり、彼は市役所に戻った。精密科学の研究を始めたが、マドリードでジャーナリズムに携わるために研究を断念した。1939年にマドリードに移住し、カフェ・ヒホン（文壇カフェ）の文壇たちと交流を持った。1943年の春には雑誌ガルシラソを創刊した。これはネオガルシラソ的で形式美を重んじる、（新しい抒情詩を目指す）戦後の詩人グループの機関紙である。 
それ以来、彼は文学、特に詩、演劇、スペインの古典作品の翻案や映画の脚本に専念してきた。1950年には”Dama de soledad”でアドナイス賞を、1955年には”Geografía es amor”で 王立スペイン語アカデミーのファステンラス賞を、そして1951年と1957年に国立文学賞を２度受賞した。1980年にジャーナリズムのマリアーノ・デ・カビア賞を獲得し、少し後の1982年1月28日に（元会員であった）ホセ・マリア・ペマンの「i」の椅子を占める王立スペイン語アカデミーの学士院会員のポストに選ばれた。さらに、彼は1987年にはジャーナリズムのゴンザレス・ルアーノ賞を獲得し、1996年には彼の作品全体でセルバンテス賞を受賞した。 
彼は雑誌ガルシラソ、そして詩集、スペイン語詩とその続編であるヒスパニック詩のディレクターを務めた。出版した中には、とりわけ次のような作家や詩人がいた。ルイス・ロサレス、レオポルド・パネロ、マリア・ビクトリア・アテンシア、フアン・ホセ・クアドロス、ラモン・デ・ガルシアソル、マヌエル・アルバレス・オルテガ、ホアン・アントニオ・ビジャカーニャス、フアン・ヴァン・ヘイレン、コンチャ・ラゴス、カルロス・ムルシアーノ、フランシスコ・アンブラル、アンジェリーナ・ゲイテル、ホルヘ・テイリア、ホセ・ミゲル・ウランなどである。 
彼の生誕100周年にあたり、スペイン国立図書館はホセ・ガルシア・ニエトに敬意を表した。この賛辞には、詩人の娘パロマ・ガルシア・ニエト、ヴィクトル・ガルシア・デ・ラ・コンチャ、ホセ・マヌエル・ブレクア、国立図書館アナ・サントス・アランブロの館長が参加した。

## 作品
- Víspera hacia ti（1940）
- Poesía（1944）
- Versos de un huésped de Luisa Esteban（1944）
- Tú y yo sobre la tierra（1944）
- Retablo de ángel, el hombre y la pastora（1944）
- Del campo y soledad（1946）
- Juego de los doce espejos（1951）
- Tregua（1951）全国詩賞
- La red（1955年）ファステンラス賞
- Geografía es amor（1956）全国詩賞
- El parque pequeño（1959）
- Corpus Christi y seis sonetos（1962）
- Circunstancias de la muerte（1963）
- La hora undécima（1963）
- Memorias y compromisos（1966）
- Hablando dolo（1967）バルセロナ市賞
- Facultad de volver（1970）
- Taller de arte menor y cincuenta sonetos（1973）
- Súplica por la paz del mundo y otros"collages" （1973）ボスカン賞
- Sonetos y revelaciones de Madrid（1974）
- Los cristales fingidos（1978）
- El arrabal（1980）
- Nuevo elogio de la lengua española（1983）
- Sonetos españoles a Bolívar（1983）
- Donde el mundo no cesa de referir su historia（1983）-prosa-
- Piedra y cielo de Roma（1984）
- Carta a la madre（1988）
- Mar viviente（1989）
- El cuaderno roto（1989）-prosa-[1]